# 안도 사다요시
안도 사다요시(일본어: 安東貞美, 1853년 9월 21일(가에이 6년 8월 19일) ~ 1932년(쇼와 7년) 8월 29일)는 일본 제국의 육군 군인이며 화족이다. 조선주차군사령관, 제10사단장, 제12사단장, 대만 총독 등을 역임하였다. 계급은 육군대장 훈1등 공3급 남작이다.
| 전임 대장 사쿠마 사마타 | 제6대 대만 총독 1915년 ~ 1918년 | 후임 중장 아카시 모토지로 |

## 같이 보기
- 대만일치시기